# Maria Dizzia
Maria Teresa Dizzia (Cranford (New Jersey), 29 december 1974) is een Amerikaanse actrice. 

## Biografie
Dizzia werd geboren in Cranford (New Jersey), en studeerde af in theaterwetenschap aan de Cornell-universiteit in Ithaca (New York). Hierna haalde zij haar master of fine arts aan de Universiteit van Californië in San Diego (Californië). 
Dizzia begon in 1998 met acteren in de film Sense, waarna zij nog meerdere rollen speelde in films en televisieseries. Naast het acteren voor televisie is Dizzia ook actief in het theater in voornamelijk off-Broadway producties. Zij speelde eenmaal op Broadway, van 2009 tot en met 2010 speelde zij de rol van mrs. Daldry in het toneelstuk In the Next Room. Voor deze rol werd zij genomineerd voor een Tony Award. 
Dizzia is getrouwd met een toneelschrijver en heeft hieruit een kind. 

## Filmografie

### Films
Uitgezonderd korte films.
- 2022 The Good Nurse - als Lori Lucas
- 2022 Funny Pages - als Jennifer
- 2021 Ghostwritten - als Julie
- 2020 The Outside Story - als Juliet
- 2019 Above the Shadows - als Victoria Jederman
- 2019 William - als dr. Barbara Sullivan
- 2019 Depraved - als Georgina
- 2019 Late Night - als Joan
- 2018 Vox Lux - als ms. Dwyer
- 2018 Piercing - als moeder van Reed
- 2017 If I Forget - als Sharon Fischer
- 2017 Humor Me - als Nirit
- 2017 Sea Change - als Amelia
- 2017 Abe & Phil's Last Poker Game - als Angela
- 2017 Going in Style - als Rachel Harding
- 2017 Fits and Starts - als Sawyer Edwards
- 2016 37 - als Mary Cunningham
- 2016 Christine - als Jean Reed
- 2015 Three Generations - als Sinda
- 2015 True Story - als MaryJane Longo
- 2014 While We're Young - als Marina
- 2014 X/Y - als Sandy
- 2013 Captain Phillips - als Allison McColl
- 2013 The Happy Sad - als Mandy
- 2013 Clutter - als Sandra
- 2012 Nous York - als cupcakesserveerster
- 2012 Lola Versus - als onderverhuurster
- 2012 Keep the Lights On - als Vivian
- 2012 Certainty - als serieuze vrouw
- 2011 Margin Call - als assistente
- 2011 Martha Marcy May Marlene - als Katie
- 2011 Down the Shore - als Susan
- 2009 Une aventure New-Yorkaise - als Stella
- 2009 Love and Other Impossible Pursuits - als Jaime Brennan
- 2008 Rachel Getting Married - als gaste op bruiloft
- 1998 Sense - als Mary

### Televisieseries
Uitgezonderd eenmalige gastrollen.
- 2024 Agatha All Along - Rebecca Kaplan - 2 afl.
- 2022 The First Lady - als Lucy Mercer - 3 afl.
- 2022 The Staircase - als Lori Campbell - 6 afl.
- 2021 Red Frontier - als ?? - 11 afl.
- 2020 The Undoing - als Diane Porter - 2 afl.
- 2019-2020 Emergence - als Emily - 9 afl.
- 2017-2019 13 Reasons Why - als mrs. Down - 8 afl.
- 2013-2019 Orange Is the New Black - als Polly Harper - 18 afl.
- 2017 Red Oaks - als professor Beryl Fox - 5 afl.
- 2016 Royal Pains - als Cindy Green - 2 afl.
- 2016 Horace and Pete - als Tricia - 3 afl.
- 2011-2012 Louie - als Delores - 3 afl.
- 2006 Smith - als Nancy Scialfa - 3 afl.

- International Standard Name Identifier: 0000 0003 8081 6845
- Library of Congress Control Number: no2012105373
- Nationale Bibliotheek van Israël: 987007448883805171
- Virtual International Authority File: 259823561
- WorldCat: E39PBJkmYdh84jT4fmTHmxvT73